# On a marché sur la Lune
Explorando a Lua ou Pisando a Lua (On a marché sur la Lune, no original em francês) é o décimo sétimo álbum da série de banda desenhada franco-belga As aventuras de Tintim, produzida pelo belga Hergé. A história foi publicada semanalmente pela Revista Tintin de outubro de 1952 a dezembro de 1953 e republicado no formato álbum pela Casterman em 1954. A história mostra o jovem jornalista belga Tintim, o seu cão Milu  e seu amigo Capitão Haddock que recebem um convite do Professor Girassol para ir à Sildávia, onde a Girassol está trabalhando em um projeto altamente secreto em uma instalação governamental segura para planejar uma missão tripulada à Lua.
Desenvolvido em parte pelas sugestões dos amigos de Hergé, Bernard Heuvelmans e Jacques Van Melkebeke, o Destination Moon foi produzido após a extensa pesquisa de Hergé sobre a possibilidade de viagens espaciais humanas - um feito que ainda não havia sido alcançado - com o cartunista procurando que o trabalho fosse realizado fosse tão realista quanto possível. Le trésor de Rackham le Rouge foi publicado no formato álbum pela Casterman logo após a sua conclusão. Hergé concluiu o arco começado em Objectif Lune,  Hergé continuou As Aventuras de Tintin que se tornou uma parte definidora da tradição da banda desenhada franco-belga. Os críticos elogiaram o detalhe ilustrativo do álbum, mas expressaram visões mistas da narrativa. A história foi adaptada tanto para a série televisiva Les aventures de Tintin, d'après Hergé da Belvision Studios e 1957, quanto para a As Aventuras de Tintim dos estúdios Ellipse Animation e Nelvana de 1991.

## Personagens Principais
Tintim: o protagonista da série, se mete nas viagens mais eletrizantes. Sempre explorando locais como templos no meio de florestas, lidando com os piores bandidos. No caso, o cenário de sua exploração é a almejada Lua, a qual ainda não fora explorada na época em que esse livro foi escrito.
Milu: o fiel cão de Tintim, o acompanhante mais fiel do personagem. Não se deixe enganar por sua "fofura", este cão é muito esperto. Mesmo assim, o cão se mete em algumas confusões durante a história, mas nada que atrapalhe muito os personagens.
Capitão Haddock: o melhor amigo de Tintim (depois de Milu), é um marinheiro e faz questão de agir como tal toda hora. Utiliza muitas expressões populares como "Pelas barbas do profeta!", além de ter um vício em bebidas alcoólicas.
Dupond e Dupont: Policiais muito parecidos, mas que não possuem nenhum grau de parentesco. Amigos de Tintim, embarcam na viagem sem intenção, dormindo no foguete sem saber que partiria da terra logo. Apesar de policiais, são extremamente pacíficos e a personalidade deles incomoda muito Haddock.
Prof. Girassol: gênio da ciência que inventou o foguete que iria à Lua e que pediu para Tintim e seus amigos embarcarem com nele. É um tanto excêntrico, mas extremamente importante para o enredo.
Dalton: assistente de Girassol e piloto do foguete. Se faz de aliado, mas faz parte de uma trama para para roubar o foguete. No final se arrepende do que fez e se sacrifica para salvar a tripulação.
Jorgen: embarca como clandestino para roubar o foguete com Dalton. Extremamente cruel, pretende vingança contra Tintim, que destruiu seus planos em outra história.

## Sinopse
No álbum anterior (Objectif Lune), os inimigos fracassam, e a expedição de Girassol finalmente consegue partir. A torcida para que o voo seja bem sucedido é grande. 
Apesar disso, por causa da pressão da decolagem do foguete, os tripulantes sofreram um desmaio. Este é um momento de tensão, tanto a base de controle da missão, quanto os inimigos estão preocupados com o destino do foguete.
Por que será que eles desejam tanto que o foguete chegue à Lua? A preocupação dos adversários é a de que há dois agentes infiltrados que roubariam o foguete na lua e voltariam com ele para uma estação espacial clandestina. 
Os tripulantes acordam, para alívio de todos, assim podendo continuar a missão de chegar a esse destino tão grandioso. No meio da viagem, encontram dois clandestinos: os famosos policiais, os irmãos Dupont. O prof. Girassol calculou que talvez não houvesse oxigênio o suficiente para voltar à Terra, graças aos passageiros extras.
A viagem de ida em si foi tranquila, mas tiveram alguns pequenos problemas de percurso, como a bebedeira do Capitão, que quase fez com que ele se jogasse no espaço e a manifestação de uma doença nos Dupont, referente a outro álbum, a qual fazia crescer pelos faciais sem parar, os quais mudavam de cor o tempo todo.
O tempo passa e nossos heróis finalmente chegam à lua. Os primeiros a pisar nela são os irmãos, que dão um breve passeio sem fins científicos. Os próximos a explorar são Tintim e Capitão. Estes passeiam na lua para estudá-la, dentro de um enorme tanque e seguindo as ordens de Girassol. Encontram uma caverna na lua e resolvem explorá-la. Acontece um problema: no meio da exploração, Milu cai num buraco da caverna e precisa ser resgatado.
Para piorar as coisas, um inimigo se revela dentro do foguete: o capitão Jorgen. Entrou como clandestino na nave para roubá-la com a ajuda de Dalton, ajudante do professor que se revela no final do álbum sendo um espião. O plano de Jorgen era abandonar nossos heróis no espaço, mas Dalton hesita e o plano dá errado, já que os protagonistas chegam antes do foguete partir.
Jorgen nocauteia Tintim quando ele estava menos esperando e o prende. Jorgen quer matar Tintim com a justificativa de não haver oxigênio o suficiente para todos. Ele ia  atirar, mas Dalton na tentativa de evitar isso atira em Jorgen, mas este ainda teria que resolver o problema da falta de oxigênio. Então, Dalton faz um sacrifício final e se joga no espaço para haver menos uma pessoa para respirar o pouco de ar. O foguete aterriza e os personagens voltam como heróis.

## Adaptações
On a marché sur la Lune é uma das aventuras de Tintin que foram adaptadas para a primeira série animada de Tintin, Les aventures de Tintin, d'après Hergé pelo estúdio belga Belvision em 1957, dirigido por Ray Goossens e escrito por Michel Greg, ele mesmo um cartunista conhecido que em anos posteriores se tornaria editor-chefe da revista Tintim.
Em 1991, On a marché sur la Lune foi adaptado para um episódio da série de televisão As Aventuras de Tintim, do estúdio francês Ellipse Animation e o canadense Nelvana. Dirigido por Stéphane Bernasconi, o personagem de Tintin teve a voz de Thierry Wermuth. On a marché sur la Lune foi a décima quinta história adaptada na série, sendo dividida em dois episódios de vinte minutos. Dirigida por Stéphane Bernasconi, os críticos elogiaram a série por ser "geralmente fiel", com composições tendo sido tiradas diretamente dos quadrinhos originais.